# سندبین
| سامانه/ دوره                                                                               | ردیف/ دور   | اشکوب/ عصر       | سن (میلیون سال پیش) | سن (میلیون سال پیش) |
| ------------------------------------------------------------------------------------------ | ----------- | ---------------- | ------------------- | ------------------- |
| سیلورین                                                                                    | لاندووری    | رودانین          | پس از آن            | پس از آن            |
| اردویسین                                                                                   | بالایی/پسین | هیرنانتین        | ۴۴۳٫۸               | ۴۴۵٫۲               |
| اردویسین                                                                                   | بالایی/پسین | کاتین            | ۴۴۵٫۲               | ۴۵۳٫۰               |
| اردویسین                                                                                   | بالایی/پسین | سندبین           | ۴۵۳٫۰               | ۴۵۸٫۴               |
| اردویسین                                                                                   | میانی       | داریویلین        | ۴۵۸٫۴               | ۴۶۷٫۳               |
| اردویسین                                                                                   | میانی       | داپینگین         | ۴۶۷٫۳               | ۴۷۰٫۰               |
| اردویسین                                                                                   | زیرین/پیشین | فلوئین           | ۴۷۰٫۰               | ۴۷۷٫۷               |
| اردویسین                                                                                   | زیرین/پیشین | ترمادوسین        | ۴۷۷٫۷               | ۴۸۵٫۴               |
| کامبرین                                                                                    | فورونجین    | اشکوب ۱۰ کامبرین | پیش از آن           | پیش از آن           |
| زیربخش‌های سامانه/دوره اردویسین بر پایه تقسیم‌بندی کمیسیون بین‌المللی چینه‌شناسی، در سال ۲۱۰۷. |             |                  |                     |                     |

سندبین (انگلیسی: Sandbian) نخستین اشکوب دور اردویسین پسین است که در ستون چینه‌شناسی پس از اشکوب داریویلین و پیش از کاتین جای می‌گیرد. مرز زیرین سندبین با نخستین پیدایش گونه‌هایی از گراپتولیت در حدود ۴۵۸٫۴ میلیون سال پیش شناخته می‌شود. عصر سندبین حدود ۵٫۴ میلیون سال به طول انجامید و تا آغاز کاتین در ۴۵۳ میلیون سال پیش ادامه یافت.

## نام‌گذاری
نام سندبین از روستای سودرا سندبه در استان اسکونه سوئد گرفته شده است. این نام در سال ۲۰۰۶ پیشنهاد شد.